# Ballads of a Hangman
Ballads Of A Hangman är heavy metal-bandet Grave Diggers 13:e studioalbum, släppt i januari 2009. Det första och enda Grave Digger-albumet med Thilo Hermann på gitarr.

## Låtförteckning
Alla låtar skrivna av: Boltendahl / Schmidt / Hermann
Alla texter skriva av: Boltendahl
1. "The Gallows Pole" - 0:48
2. "Ballad of a Hangman" - 4:45
3. "Hell of Disillusion" - 3:56
4. "Grave of the Addicted" - 3:34
5. "Lonely the Innocence Dies" - 5:46
6. "Into the War" - 3:32
7. "The Shadow of Your Soul" - 4:15
8. "Funeral for a Fallen Angel" - 4:31
9. "Stormrider" - 3:17
10. "Pray" - 3:36

## Musiker
- Chris Boltendahl - sång
- Manni Schmidt - Gitarr & Bakgrundssång
- Thilo Hermann - Gitarr & Bakgrundssång
- Jens Becker - Elbas
- Stefan Arnold - trummor
- HP Katzenburg - keyboard